# Stensztag

Stensztag

Stensztag – element olinowania stałego na jachcie lub innym statku żaglowym. Przebiega od stengi masztu do dziobu. Przeciwdziała siłom pochylającym maszt w kierunku rufy. 
Stensztag biegnie wzdłuż diametralnej kadłuba. Na małych jednostkach występuje zazwyczaj jedna lina łącząca maszt z dziobem, nazywana wtedy sztagiem. Na większych spotyka się kilka takich lin. Wtedy pierwsza od dziobu nosi nazwę forsztagu, a następne w kierunku rufy to trumsztag, bombramsztag, bramsztag, stensztag i sztag.
Na stensztagu fokmasztu stawia się żagiel stenkliwer. Poniżej stenkliwra jest miejsce na kliwer (stawiany na foksztagu), a powyżej na bramkliwer. Zwany jest on wtedy fokstensztagiem.
Na grotstensztagu stawia się grotsztaksel (poniżej grotbramsztaksla).